# Ron Flockhart
Ron Flockhart (ur. 16 czerwca 1923 w Edynburgu, zm. 12 kwietnia 1962 w Górach Dandenong) – brytyjski kierowca wyścigowy wyścigów formuły 1 w latach 1954, 1956–1960. Jeździł w bolidzie zespołów BRM, Connaught, Team Lotus, Cooper Car Company. Wystartował w 14 wyścigach formuły 1, raz stawając na podium, lecz nigdy nie wygrywając.